# Corella willmeriana
Corella willmeriana är en sjöpungsart som beskrevs av William Abbott Herdman 1898. Corella willmeriana ingår i släktet Corella och familjen högermagade sjöpungar. Inga underarter finns listade i Catalogue of Life.